# Telerin
Le telerin ou lindárin est une des langues construites imaginées par le romancier et philologue J.R.R. Tolkien. Dans l'univers de fiction dans lequel se déroulent les récits de la Terre du Milieu, c'est la langue des elfes Teleri établis en Aman, les Falmari. Très proche du quenya, la langue des Vanyar et des Ñoldor, les autres clans d'elfes d'Aman, elle présentait cependant des affinités anciennes avec le sindarin, la langue des Elfes Gris du Beleriand.

## Histoire externe
L'idée d'un idiome propre au troisième clan des Elfes, proche mais distinct du quenya, remonte à la création même de celui-ci, vers 1915. Il était alors attribué aux Solosimpi, les précurseurs narratifs des Falmari à venir. Des formes s'en retrouvent tout au long de la vie de Tolkien dans ses écrits sur son monde imaginaire, mais la langue ne paraît toutefois jamais avoir fait l'objet d'un développement indépendant, étant habituellement discutée en comparaison avec le quenya et le sindarin. Au départ, le telerin paraît n'avoir été guère plus qu'une variante très particularisée du quenya ; ce n'est qu'à partir de la fin des années 1950 que Tolkien en développa les conceptions plus en détail.

## Histoire interne
Comme le quenya et le sindarin d'Aman, le telerin descend de l'eldarin commun, la langue des Eldar pendant leur grande marche de Cuiviénen vers le Valinor, lui-même dérivé du quendien primitif, la langue primordiale inventée par les premiers Elfes à Cuiviénen. Des traits communs d'origine ancienne partagés par le sindarin et le telerin montrent que l'eldarin commun n'était pas entièrement homogène et que le parler des Teleri avait acquis certaines particularités, permettant de définir un telerin commun. Le telerin d'Aman provient de son évolution dans l'usage des Falmari, d'abord en isolation tant qu'ils demeurèrent sur l'île de Tol Eressëa, puis après leur établissement en Eldamar en contact avec le dialecte quenya des Ñoldor, avec lequel il y eut influence mutuelle.
Malgré de notables différences, certaines datant de l'eldarin commun, certaines développées lors de la période sur Tol Eresseä, le telerin restait très proche du quenya, assez pour qu'il y ait intercompréhension entre les deux. Historiquement d'ailleurs, le terme de quenya couvrait aussi la langue des Teleri, considérée comme un dialecte ; mais ce n'était pas le cas dans l'usage courant. Les Teleri appelaient leur langue Lindārin ou Lindalambe (« langue des Lindar », d'après leur ancien nom de clan) et la voyaient comme distincte du quenya qu'ils appelaient Goldōrin ou Goldolambe (« langue des Ñoldor », car ils avaient peu de contacts avec les Vanyar). 
Le telerin apparaît ainsi comme un « moyen terme » entre le quenya et le sindarin, reflet d'une part de la parenté ancienne des Teleri d'Aman avec les Sindar, d'autre part de leur association durable avec les Vanyar et les Ñoldor en Aman.

## Différences avec le quenya
Le telerin présente de nombreuses divergences phonétiques avec le quenya. Par exemple :
- le qu du quenya devient p en telerin, un changement telerin commun également observé en sindarin[7] ;
- le quenya n'utilise les consonnes b, d, g que dans les groupes mb, lb, nd, ld, rd, ng alors que le telerin les permet en d'autres positions ;
- le telerin permet des combinaisons de consonnes impossibles en quenya comme br, tr, pl, cl, ou sp et st à l'initiale ;
- le telerin préserve des groupes de sons modifiés en quenya, par exemple ct (devenu ht en quenya) ou ava (devenu oa en quenya) ;
- à l'inverse, le telerin altère d'autres groupes conservés en quenya, par exemple ld tend à s'assimiler en ll et les semi-voyelles y et w à se vocaliser en i et u après consonne.

Certaines différences sont seulement graphiques : en écriture romanisée, v se prononce [w] en telerin contre [v] en quenya, mais [w] existe aussi en quenya, écrit w. Tolkien a généralement employé en telerin c pour le son [k] et le macron pour les voyelles longues, alors qu'en quenya k et c s'emploient indifféremment pour [k] et les voyelles longues sont plus souvent indiquées par l'accent aigu.
La morphosyntaxe des deux langues devait être comparable, néanmoins quelques différences sont connues. Par exemple :
- le telerin utilisait uniformément -i comme marque de pluriel (aussi utilisé en quenya, mais elle n'a pas introduit, semble-t-il, le pluriel en -r, dit pluriel réformé)
- le telerin avait -io comme marque de génitif pluriel (-ion en quenya)
- le telerin employait plus largement le cas génitif qu'en quenya et exprimait la possession par juxtaposition ou suffixation (en plus de ces tournures, le quenya disposait d'un cas possessif dans sa déclinaison)[8].

Une formule de salutation attestée dans les deux langues permet de bien se rendre compte de leurs différences : au telerin Ēl sīla lūmena vomentienguo correspond le quenya Elen síla lúmenna omentielvo « Une étoile brille sur l'heure de notre rencontre ».